# عبد الحليم (اسم)
عبد الحليم هو اسم عربي يطلق على الذكور، وهو مستخدم في العهد الحديث كإسم وكلقب.[بحاجة لمصدر] وهو مكون من جزأين «عبد» و «الحليم». الحليم وهي اسم من أسماء الله الحسنى المذكورة في القرآن الكريم. 

## الأشخاص
مرتبين أبجدياً:
- عبد الحليم الغزي: رجل دين شيعي عراقي ومالك قناة القمر الفضائية.
- عبد الحليم حافظ: مغني وممثل مصري.
- عبد الحليم خدام: رئيس مؤقت للجمهورية العربية السورية في 2000.
- عبد الحليم علي (ملحن): ملحن مصري.
- عبد الحليم علي: لاعب كرة قدم مصري.
- عبد الحليم قنديل: صحفي مصري.
- عبد الحليم كركلا: مؤسس مسرح كركلا، أول مسرح عربي راقص.
- عبد الحليم محمود: عالم أزهري ووزير مصري سابق وشيخ الأزهر في الفترة بين عامي 1973 و 1978..
- عبد الحليم معظم: ملك سابق في ماليزيا.
- عبد الحليم نويرة: موسيقي مصري.

آخرون:
- محمد عبد الحليم أبو غزالة: وزير الدفاع والإنتاج الحربي المصري الأسبق.
- أحمد عبد الحليم: لاعب كرة قدم أردني.